# Ясін аль-Гашимі
Ясін аль-Гашимі (араб. ياسين الهاشمى; 1884 — 21 січня 1937) — іракський державний і політичний діяч, двічі обіймав посаду голови уряду країни.

## Життєпис
Народився в родині старости одного з кварталів Багдада. 1902 року закінчив Османську військову академію в Стамбулі. 1913 року в місті Мосул вступив до лав Аль-Ахд — законспірованого націоналістичного товариства офіцерів арабського походження, які перебували на службі в османській армії. 1915 приєднався до арабського націоналістичного товариства аль-Фатат, пов'язаного з еміром Фейсалом, який прагнув створити в Іраку окрему монархічну державу.
Під час Першої світової війни був офіцером османської армії. 1917 року успішно командував Османською дивізією в Галичині під час наступу російської армії, за що отримав звання генерал-майора. 1918 року отримав пост командувача гарнізону в Тулькармі. Навесні того ж року командував османськими військами під час наступу англійців на Амман та аль-Соль, зазнав поранення та був доправлений до шпиталю в Дамаску. Після одужання намагався відновитись на військовій службі, але отримав відмову, оскільки не звертався з таким проханням під час річного перемир'я.
Після втупу Фейсала до Дамаска у жовтні 1918 року аль-Гашимі був призначений головою Військової ради, одночасно він очолив міністерство оборони, мобілізуючи добровольців для протидії Франції, яка жадала підкорити собі Сирії. Наприкінці листопада 1919 року аль-Гашимі був заарештований британськими військовиками за звинуваченням у вербуванні нових добровольців та у проведенні антибританської пропаганди. Та подія прискорила кризу в уряді Фейсала і спричинила протести й заворушення в Дамаску. Ясіну аль-Гашимі дозволили повернутись до Сирії через Єгипет на початку травня 1920 року. До того часу французькі війська почали наступ на Дамаск, а сирійська армія була небоєздатною, тому аль-Гашимі відхилив пропозицію короля Фейсала щодо призначення на посаду командувача арабської армії.
1922 року отримав пост губернатора провінції аль-Мантафік. У січні 1924 року був обраний до складу Установчих зборів, а 2 серпня того ж року зайняв очолив іракський уряд, одночасно зайнявши посади міністра оборони й закордонних справ. З одного боку, англійці, незважаючи на недовіру до політика, не могли допустити його переходу в опозицію, з іншого боку, король Фейсал, знаючи про націоналістичні погляди нового прем'єра, розраховував на його активну участь у територіальній суперечці з Туреччиною щодо колишньої провінції Мосул. Однак за дев'ять місяців на посту прем'єр-міністра його замінив Джафар аль-Аскарі. Упродовж наступних десяти років Ясін аль-Гашимі обіймав різні державні посади.
У листопаді 1925 року він заснував Народну партію, що виступала за незалежність від Британської імперії та з закликом до проведення реформ. 1930 року, після початку повторного розгляду англо-іракського договору, аль-Гашимі став одним з ключових його опонентів і прибічників суверенітету Іраку, згуртувавши своїх союзників у Партії національного братерства.
Після вступу Іраку до Ліги Націй король Фейсал ухвалив рішення надати опозиції більше прав і допустив Партію народного братерства до парламенту, однак після смерті короля Фейсала та приходом до влади його сина Газі I ситуація змінилась, парламент був розпущений, а вибори — сфальсифіковані, що різко скоротило число місць опозиції. У січні 1935 року спалахнули шиїтські повстання, а аль-Гашимі порадив своєму брату й начальнику штабу армії, Тахе, не реагувати на бунти. За таких умов прем'єр аль-Мідафаї дійшов висновку, що Таха й аль-Гашимі змовились з метою усунення урядового кабінету від влади, й подав у відставку.
17 березня 1935 року Хашимі вдруге був призначений на пост прем'єр-міністра, оскільки король вважав, що він є єдиним політиком, здатним стабілізувати обстановку в країні. Повстання почали згасати, у квітні того ж року Партія національного братерства ухвалила рішення про саморозпуск. Після прийняття нового закону про військовий призов у країні спалахнули масові заворушення. Поступово прем'єр-міністр почав концентрувати у своїх руках все більше владних повноважень, нещадно придушуючи будь-яке інакомислення, за що отримав прізвисько «арабського Бісмарка». Зростання впливу глави кабінету спричинило невдоволення короля Газі й багатьох представників урядової еліти.
30 жовтня 1936 року Ясін аль-Гашимі став першим іракським прем'єр-міністром, якого було повалено в результаті військового перевороту, хоча формально він сам подав у відставку після авіабомбардування неподалік від його відомства. Джафар аль-Аскарі, який на той час обіймав посаду міністра оборони, був розстріляний заколотниками. Ясіну вдалось утекти до столиці Сирії, де й помер за два місяці. Його старший брат, Таха аль-Гашимі, був прем'єр-міністром Іраку 1941 року.